# Émile Nouguier
Toussaint Michel Émile Nouguier, né le 17 février 1840 à Paris (Seine) et mort le 13 novembre 1897 à Argenteuil (Seine-et-Oise),, est un ingénieur français. Spécialiste de la charpente métallique, il est passé à la postérité en tant que concepteur de la tour Eiffel.

## Biographie
Né de Joseph Félix Marius Nouguier (1796-?), négociant, et de son épouse Marie Joséphine Hortense Moreaux.

### Formation

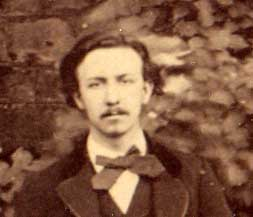
Émile Nouguier, élève de l'Ecole des Mines de Paris (1865).

Après avoir été admissible à l’École polytechnique en 1861, il étudia à l’École nationale supérieure des mines de Paris (1862-1865) d'où il sortit breveté. Il travailla d’abord pour Ernest Goüin et Cie (devenue par la suite Société de construction des Batignolles) où il occupa successivement le poste de chef du bureau des études techniques et des montages, puis celui d'ingénieur des chantiers. Considéré comme l'un des meilleurs cadres de Goüin , il participa ainsi à la construction :
- du Palais de l’Exposition universelle de Paris de 1867 ;
- des ponts de la rue Brémontier à Paris 17e arrondissement (sur le chemin de fer de ceinture) ;
- du pont de Rybinsk sur la Volga ;
- du pont Margit híd à Budapest sur le Danube.

### Ingénieur en chef de la société Eiffel
Passé au service de l'entreprise de Gustave Eiffel en 1876 comme ingénieur chargé de la direction des études techniques et des montages, il recruta dès son arrivée le chef monteur Jean Compagnon qu'il avait apprécié sur plusieurs chantiers lorsqu'ils travaillaient tous deux pour Goüin, et participa aux projets suivants :

### En France
- Ponts ferroviaires d'Empalot, de Valentine et de Sarrieu sur la Garonne, de la ligne de Toulouse à Bayonne ;
- Grand vestibule de l'Exposition universelle de 1878 ;
- Pont routier de Cubzac sur la Dordogne ;
- Viaduc ferroviaire de la Tardes (ou viaduc d'Évaux-les-Bains), de la ligne de Bourges à Miécaze ;
- Viaduc de Garabit (1879–1885) ;
- Barrage sur la Seine (Eure), livré en 1889 ;
- Tour Eiffel (1887-1889).

### Au Portugal
- Pont sur le Douro à Porto (les ponts Maria Pia et Dom-Luís sont attribués à la société Eiffel) ;
- Pont de Viana sur le Lima ;
- Viaducs des lignes du Minho, du Douro et de la Beira Alta.

### En Espagne
- Ponts et viaducs de la ligne de Gérone à la frontière française ;
- Grand pont sur le Tage ;
- Ponts de la ligne des Asturies, Galice et Léon, parmi lesquels le pont de Cobas.

### En Roumanie
- Ponts de la ligne de Ploiești à Prédéal.

### En Hongrie
- Grand pont en arc sur la Theisse à Szegedin.

Pour certains de ces ouvrages, il a introduit des innovations en matière de technologie de construction. Il a notamment utilisé le principe du pont à poutres en porte-à-faux, qui permet de travailler sans échafaudage au sol, pour le pont et les viaducs du Douro ainsi que le viaduc de Garabit.

### Conception de la tour Eiffel

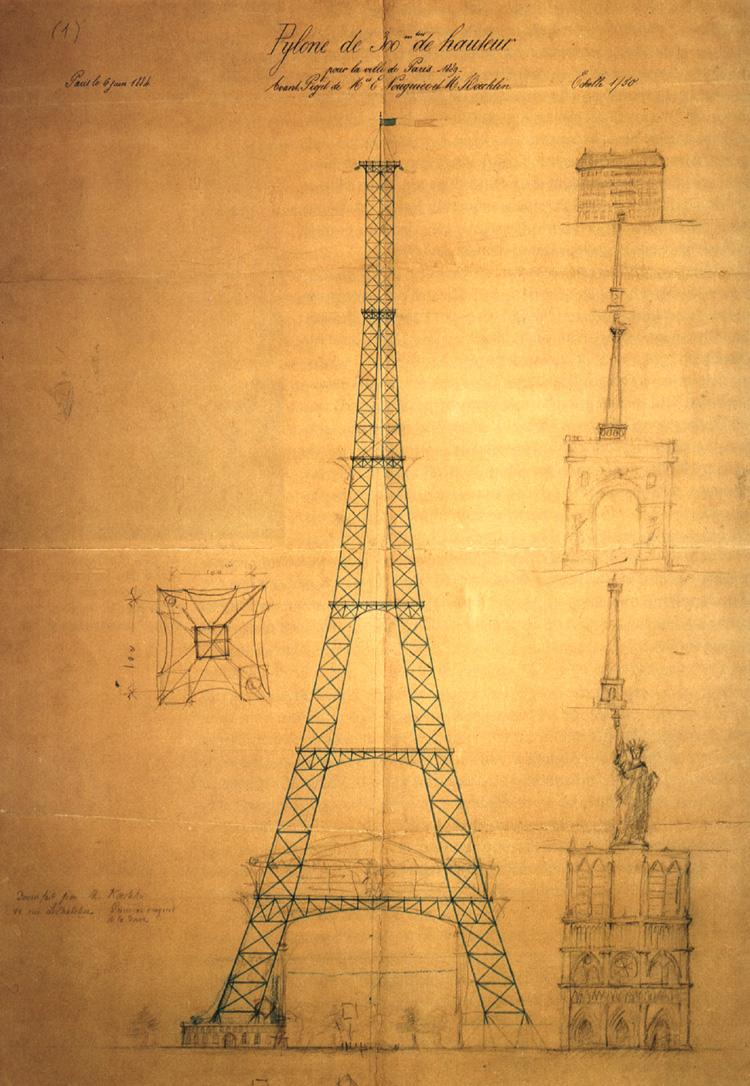
Avant-projet de "Pylone de 300 m de hauteur" par Nouguier et Koechlin (1884)

D'après le Moniteur de l'Exposition, « c'est à Émile Nouguier qu'est due l'idée d'élever une Tour de 300 mètres à l'Exposition universelle de 1889. Il en a dressé le projet de concert avec Maurice Koechlin, son jeune collègue à la maison Eiffel, et Stephen Sauvestre, architecte du Palais des Colonies. »
Nouguier raconte ainsi la genèse et le lancement du projet :
« En 1871, au moment où l'on préparait en Amérique, l'Exposition de Philadelphie, j'avais lu dans quelques journaux qu'il était question d'y construire une tour de 1,000 pieds de hauteur. Pour quelles raisons ce projet n'a-t-il pas été mis à exécution ? C'est ce que je ne saurais dire. S'est-on trouvé arrêté par des difficultés techniques ou simplement pour des raisons financières ? Je l'ignore absolument. Quoi qu'il en soit, lorsqu'il y a quatre ans, on commença à parler de l'Exposition de 1889, l'idée de la Tour américaine de 1 000 pieds de hauteur me revint à l'esprit. En traduisant cette hauteur en mètres, elle correspondait à peu près à 300 mètres et je voulus me rendre compte de la possibilité qu'il y avait à construire un monument d'une telle élévation.
Le problème était intéressant, car il ne s'agissait pas seulement de répondre à des difficultés du domaine de l'ingénieur, telles que la solidité des fondations de la Tour, sa stabilité, sa résistance au vent, etc. ; mais il fallait encore arriver à satisfaire à toutes ces conditions sans dépasser une somme d'argent qui, par son importance, eut rendu le projet réalisable.

C'est alors qu'avec mon jeune ami Koechlin nous nous mîmes à l'œuvre. On ne nous prodiguait pas les encouragements ; au contraire, toutes les personnes à qui nous parlions de notre projet le tournaient en ridicule. […] Mais nous avions la foi et nous marchions quand même. Quand notre projet fut terminé, quand tous nos calculs nous eurent prouvé qu'on pouvait l'exécuter moyennant une somme relativement faible et qui pourrait être facilement payée par le produit des ascensions dans la Tour, nous pensâmes à le faire connaître au public.

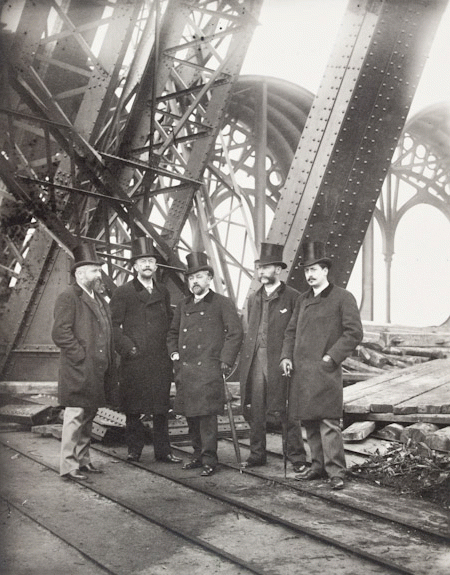
Émile Nouguier (2e à gauche) en compagnie de Sauvestre, Eiffel, Koechlin et Salles, sur le chantier de construction de la tour Eiffel (1er étage).

Mon ami Sauvestre s'était laissé gagner par notre enthousiasme et il nous fit un magnifique dessin […] Plus tard, le même dessin figura à l'Exposition d'Anvers où il excita la curiosité des nombreux étrangers qui la visitèrent.
À partir de ce moment, la Tour était lancée. Tous les journaux se mirent à en parler, pour en dire, je dois l'avouer, plus de mal que de bien. » 
Ce projet, auquel Eiffel déclare tout d'abord ne pas s'intéresser, est présenté à l'Exposition des Arts Décoratifs de 1884. Devant le succès obtenu par le projet, Gustave Eiffel propose alors aux deux ingénieurs de leur racheter le brevet, ce qu'ils acceptent, puis il parvient à convaincre Édouard Lockroy, ministre du Commerce et de l'Industrie, de lancer un concours pour la construction d'une tour de 300 m en vue de l'Exposition universelle de Paris de 1889. Nouguier a ensuite étudié et dirigé le montage, et suivi l'exécution de la tour,.
Nouguier a toujours su rendre hommage à Gustave Eiffel : « Le constructeur déjà célèbre du pont du Douro, du viaduc de Garabit et de tant d'autres ouvrages d'art remarquables ne craignit pas d'assumer la responsabilité de l'exécution de la tour ; ne marchandant ni ses peines, ni ses démarches, il parvint à surmonter toutes les difficultés que rencontra, à son début, cette entreprise dont la hardiesse effrayait un peu ; réfutant, de sa grande autorité d'ingénieur, les objections qu'on lui opposait, il arriva à convaincre tous les adversaires du projet, et, finalement, réussit à le faire accepter par le gouvernement. Il fallait un homme comme lui pour accomplir cette tâche difficile et l'on peut dire, en toute justice, que si la tour de 300 mètres a vu le jour, c'est surtout à lui qu'en revient le mérite. » 
Il fut nommé chevalier de la Légion d'honneur le 4 mai 1889.

### Dernières années d'activités
En 1893, Émile Nouguier démissionna de la Société Eiffel pour racheter le bureau d'études Joly à Argenteuil (Seine-et-Oise), avec Kessler et d'autres actionnaires. Parmi les principaux projets de son cabinet, il y a lieu de citer :
- le Pont de Tourville et Pont d'Oissel franchissant la Seine pour la Ligne de Paris-Saint-Lazare au Havre ;
- les fondations par caisson à air comprimé des ponts de Maisons-Laffitte sur la ligne de chemin de fer Ligne de Paris-Saint-Lazare au Havre ;
- le pont Faidherbe sur le fleuve Sénégal ;
- le pont de Dessouk franchissant le Nil ;
- les ponts routiers de la Porte de La Chapelle et de la rue de Jessaint à Paris ;
- le tablier métallique du pont Jean-François-Lépine à Paris (plus connu sous le nom de pont saint Bernard)[9].

### Vie personnelle
Émile Nouguier était marié à Adèle Francine Minette avec laquelle il eut deux fils :
- Paul Georges, né le 30 mars 1863, qui épouse Marguerite Perrine Scheffer en 1904 ;
- Félix Joseph Raymond, né le 9 juillet 1876, qui épouse Claudine Varrault en 1938 et devient restaurateur au 104 avenue de Choisy à Paris.

Selon Louis Devance, il était également membre de la franc-maçonnerie.
Il mourut le 13 novembre 1897 à Argenteuil, trois mois avant l'inauguration du pont Jean-François-Lépine.

### Distinctions
- Chevalier de la Légion d'honneur en 1889 (France)
- Commandeur de l'Ordre du Christ (Portugal)
- Chevalier de l'Ordre d'Isabelle la Catholique (Espagne)

## Dans la culture populaire

### Littérature
Émile Nouguier est l'un des personnages principaux du roman To Capture What We Cannot Keep, de l'autrice britannique Beatrice Colin, paru en 2016.

### Cinéma
Damien Zanoly joue le rôle d'Emile Nouguier dans le film Eiffel, de Martin Bourboulon, sorti en 2021.